# Der Eigene

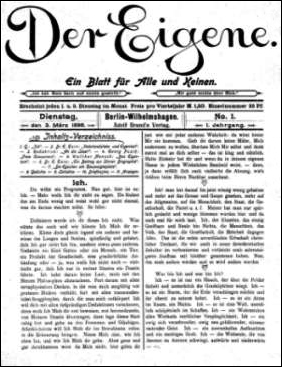
Die erste Ausgabe von Der Eigene, 1896. Volltext (pdf).

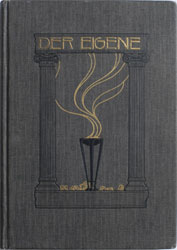
Der Eigene, 1906.

Der Eigene war eine deutsche Zeitschrift, die sich an schwule Männer richtete. Sie wurde von 1896 bis 1932 von Adolf Brand herausgegeben und gilt als die erste Zeitschrift für ein homosexuelles Publikum überhaupt. Die ersten zehn Nummern erschienen vierteljährlich, dann kam Der Eigene im monatlichen Rhythmus heraus, aber teils unregelmäßig und mit Unterbrechungen, die auf Verbote und Beschlagnahmungen zurückzuführen sind.
Mit künstlerisch-literarischen Beiträgen, die heroische Männlichkeit beschworen, richtete sich die Zeitschrift an ein bildungsbürgerliches Publikum. Sie setzte sich für die Straffreiheit homosexueller Handlungen ein und für die gesellschaftliche Anerkennung schwuler Liebe. In Abgrenzung zu Magnus Hirschfeld lag der Fokus auf einer besonders „mannhaften“ Homosexuellenkultur.

## Entstehung
Der Name geht auf Max Stirners Werk Der Einzige und sein Eigentum zurück. Einer der Untertitel lautete „Monatsschrift für Kunst und Leben“. In den ersten Ausgaben wurden auch die Philosophie Stirners und anarchistische Themen behandelt, in den folgenden Jahren jedoch kaum noch. Der Eigene enthielt ab 1898 hauptsächlich Gedichte, Prosa, Aktfotos und Zeichnungen. Beiträge lieferten unter anderem Benedict Friedlaender, Klaus und Thomas Mann, Theodor Lessing, Erich Mühsam und Ernst Burchard.
Das Blatt startete zunächst als Literaturzeitschrift. Spätestens zum Ende des zweiten Erscheinungsjahres war es aber als Homosexuellen-Zeitschrift erkennbar und kann damit als erste bekannte Schwulenzeitschrift der Welt bezeichnet werden.
Die Zeitschrift hatte mit Zensur zu kämpfen: Im Jahr 1903 wurde etwa wegen des Gedichts Die Freundschaft ein Prozess gegen das Blatt angestrengt, der aber niedergeschlagen wurde, als herauskam, dass das Gedicht von Friedrich Schiller stammte. 1933 fanden mehrere Durchsuchungen und Beschlagnahmungen in Brands Haus statt, was eine Veröffentlichung weiterer Ausgaben der Zeitschrift unmöglich machte.

## Rassistische Positionen
In der Zeitschriftenreihe vertraten unterschiedliche Autoren regelmäßig rassistische und eugenische Positionen. Exemplarisch dafür steht u. a. der Artikel von Georg Ravasini vom 1. Januar 1931 mit dem Titel „Die anthropologische Bedeutung der männlichen Kultur“, ein Plädoyer, einen drohenden Untergang der Völker durch Polygynie zu bekämpfen. Ravasini bezeichnet die Monogynie als „krankhafte Erscheinung“ und Zeichen der Vernichtung der männlichen Kultur. Die Gesetze des „Rassenkampfes, des Klassenkampfes und des Geschlechterkampfes“ müssten wiedererobert werden, da nur die „männliche Kultur“ eine „Auferstehung und Aufstieg für die ganze Gemeinschaft einer Rasse“ bedeuteten.